# Desa Kamulyan (administrativ by i Indonesien, Jawa Tengah, lat -7,52, long 108,88)
Desa Kamulyan är en administrativ by i Indonesien.   Den ligger i provinsen Jawa Tengah, i den västra delen av landet, 270 km sydost om huvudstaden Jakarta.